# Vicini del terzo tipo (serie televisiva)
Vicini del terzo tipo (The Neighbors) è una serie televisiva statunitense creata da Dan Fogelman per la ABC, trasmessa dal 26 settembre 2012.

## Trama
I Weaver sono una normale famiglia americana, festosi per l'acquisto della loro nuova casa situata in un'esclusiva e lussuosa zona. L'ultimo acquisto di una casa in questa zona però, risale a più di dieci anni fa. Il motivo di ciò lo scoprono subito; i vicini sono alieni e provengono dal pianeta Zabrvon. In questo surreale contesto scopriranno che, in fin dei conti, non esiste molta differenza tra gli umani e gli alieni per quanto riguarda l'affrontare i problemi della vita quotidiana.

## Personaggi e interpreti
- Debbie Weaver, interpretata da Jami Gertz
- Marty Weaver, interpretata da Lenny Venito
- Larry Bird, interpretato da Simon Templeman
- Jackie Joyner-Kersee, interpretato da Toks Olagundoye
- Max Weaver, interpretato da Max Charles
- Abby Weaver, interpretata da Isabella Cramp
- Amber Weaver, interpretata da Clara Mamet
- Dick Butkus, interpretato da Ian Patrick
- Reggie Jackson, interpretato da Tim Jo

## Episodi
| Stagione         | Episodi | Prima TV USA | Prima TV Italia |
| ---------------- | ------- | ------------ | --------------- |
| Prima stagione   | 22      | 2012-2013    | 2013            |
| Seconda stagione | 22      | 2013-2014    | inedita         |

## Produzione
Nell'ottobre 2011 il network ABC si impegnò nell'acquisto di questo script, producendo un episodio pilota. Concepita da Dan Fogelman con il nome di Down to Earth, la serie doveva trattare le vicende di una famiglia del New Jersey che si trasferisce in una zona occupata esclusivamente da extraterrestri. Nel maggio 2012, lo show fu rinominato in The Neighbors, e il network diede il via libera per la produzione della serie. La serie doveva essere prodotta da ABC Studios e Warner Bros. Television, quest'ultima sostituita successivamente con Kapital Entertainment. Il 9 maggio 2014 la ABC ha cancellato la serie dopo due stagioni.